# South Africa Women’s Sevens
South Africa Women’s Sevens – oficjalny międzynarodowy turniej żeńskich reprezentacji narodowych w rugby 7 rozgrywany od 2019 roku pod egidą World Rugby wchodzący w skład World Rugby Women’s Sevens Series.

## Informacje ogólne
Zawody w oficjalnym kalendarzu World Rugby pojawiły się w związku z ogłoszeniem w marcu 2019 roku rozszerzenia światowego cyklu World Rugby Women’s Sevens Series do ośmiu turniejów od sezonu 2019/2020, co potwierdzono na początku sierpnia tegoż roku. Turniej był rozgrywany wraz z męskim South Africa Sevens i brało w nim udział dwanaście reprezentacji.